# Вежа F&F
Вежа F&F, відома також як вежа Революції, — адміністративна будівля в Діловому районі Панами. Перший хмарочос спіральної форми у Латинській Америці. Поворот від основи до шпилю вежі складає 360 градусів.
Будівництво 52-поверхової будівлі з бетону заввишки 242 м за проектом панамських архітекторів велося з 2003 по 2008 рік, введення в експлуатацію було здійснене в 2011 році. Вартість проектування і будівництва — 50 мільйонів доларів. Хмарочос фанерований плитами насиченого зеленого кольору, що відбивають сонце; його видно з усіх точок столиці, що дозволило йому стати однією з яскравих міських пам'яток.
Вежа F&F зайняла сьоме місце в рейтингу хмарочосів Emporis Skyscraper Award за 2011 рік.

## Ресурси Інтернету
- Сторінка у базі цих хмарочосів skyscraperpage.com [Архівовано 4 лютого 2010 у Wayback Machine.]
- Los 10 mejores rascacielos del año 2012 [Архівовано 11 серпня 2016 у Wayback Machine.]
- Спіральний хмарочос Вежа Революції у Панама-Сіті [Архівовано 27 вересня 2020 у Wayback Machine.]
- Незвичайні хмарочоси світу [Архівовано 25 лютого 2017 у Wayback Machine.]